# Agrotis plaga
Agrotis plaga là một loài bướm đêm trong họ Noctuidae.